# Tipula (Acutipula) mannheimsiana culcitifera
Tipula (Acutipula) mannheimsiana culcitifera is een ondersoort van de tweevleugelige Tipula (Acutipula) mannheimsiana uit de familie langpootmuggen (Tipulidae). De ondersoort komt voor in het Oriëntaals gebied.